# Sprengenberg (huis)
Sprengenberg of Palthetoren is een huis op de heuvel de Sprengenberg bij Haarle, gemeente Hellendoorn, gebouwd in de jaren 1898-1910 in opdracht van A.A.W. van Wulfften Palthe. Het huis, dat niet toegankelijk is voor publiek, werd in 1982 opgenomen in het rijksmonumentenregister.
Het bijbehorende landgoed De Sprengenberg is een natuurgebied in beheer bij Natuurmonumenten en maakt deel uit van het Nationaal Park Sallandse Heuvelrug, het is vrij te bezoeken - deels wel van 15 maart tot 15 juli of soms al iets eerder ingaand, afgesloten als broedgebied.
Palthe woonde in Almelo en bezat het land rond de heuvel, waar hij geregeld joeg. In 1898 liet hij een achtkantig buitenverblijf bouwen waar men kon bijkomen van de jacht en eventueel met enkele personen logeren. In 1903, liet hij architect Karel Muller een uitbreiding ontwerpen: de toren en het direct aangrenzende, oostelijk en westelijk. In 1907, door de architect A.K. Beudt een kleine betonnen, half ondergrondse jachthut / belvédere - in de volksmond wijnkelder of 't Könningsteurntje - op de Grote Koningsbelt. Het werd vernield door oorlogsgeweld. In 1910, door de architect Karel Muller met assistentie van onder andere de Haagse architect A.J. Capel, de kleinere klokkentoren en de aanbouwen zuidelijk ervan met de galerij.
Naast de Palthetoren staat het huis van de jachtopziener: 'Klein Sprengenberg' en verder waren er vroeger elders op het landgoed ook nog ergens een houten toren, pagode genoemd - en een zodenhut, die beide al lang zijn verdwenen.
Palthe, die met twee van zijn broers de 'Fa. Gebr. Palthe [Almelo], Verwerij en Drukkerij van Zijden, Wollen en Katoenen Stoffen en Garens' had opgericht, was zeer geïnteresseerd in de nieuwste technieken en paste deze toe in het landhuis. Zo was het huis geheel zelfvoorzienend met een eigen waterput en een in Dresden gebouwde roosmolen of windmotor, om stroom op te wekken - eerst één met 18 bladen, later een grotere, met 24 bladen. Bij het huis hoorde ook een kolk met een badhuisje. Dit gebouwtje bestaat nog, het wordt door de inwoners van het nabije Haarle wel het heksenhuisje genoemd.
Aanvankelijk was het huis bedoeld als jacht- en vakantiehuis, maar later ging Palthe er permanent wonen. Zijn vrouw, Maria Aurelia Engberts, had namelijk last van reumatiek en had baat bij de droge omgeving. Palthe had in de jaren 1910/20 direct ten zuiden van het huis op de heide een eigen vliegveldje, waar zijn neef, prof. dr. Pieter Matthijs van Wulfften Palthe, ten minste twee keer is geland.
Na het overlijden van Palthe, in 1929, heeft zijn ongetrouwde dochter, Maria Aurelia (Mieke) van Wulfften Palthe, er gewoond tot haar dood in 1961 (op veel plaatsen verkeerd overgenomen als 1962, maar het grafmonument en de bijbehorende papieren vermelden: 1961). Na de Tweede Wereldoorlog raakte het huis steeds meer vervallen. De exploitatie van het landgoed was voor de Palthe-familie een te zware last geworden, het is daarom verkocht en werd gedeeld eigendom van Natuurmonumenten en de Stichting Huis Bergh. Het huis is geheel in bezit van Huis Bergh, maar werd in 1969 voor een symbolisch bedrag in erfpacht gegeven aan afstammelingen van Palthe. Ze vormden daartoe 'Vereniging De Sprengenberg'. Sindsdien zijn huis en tuin grondig opgeknapt.

## Afbeeldingen

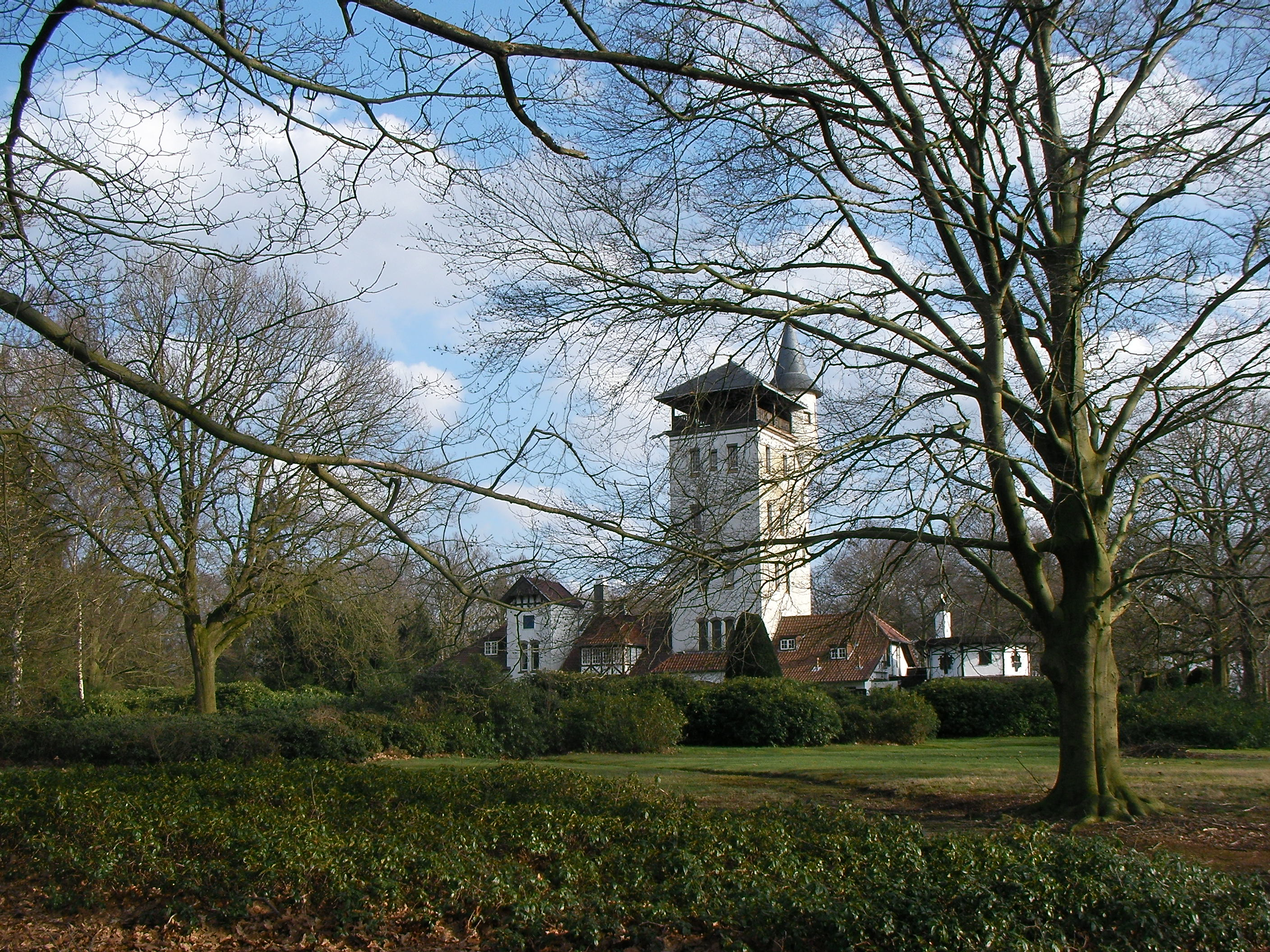
De Sprengenberg in 2008
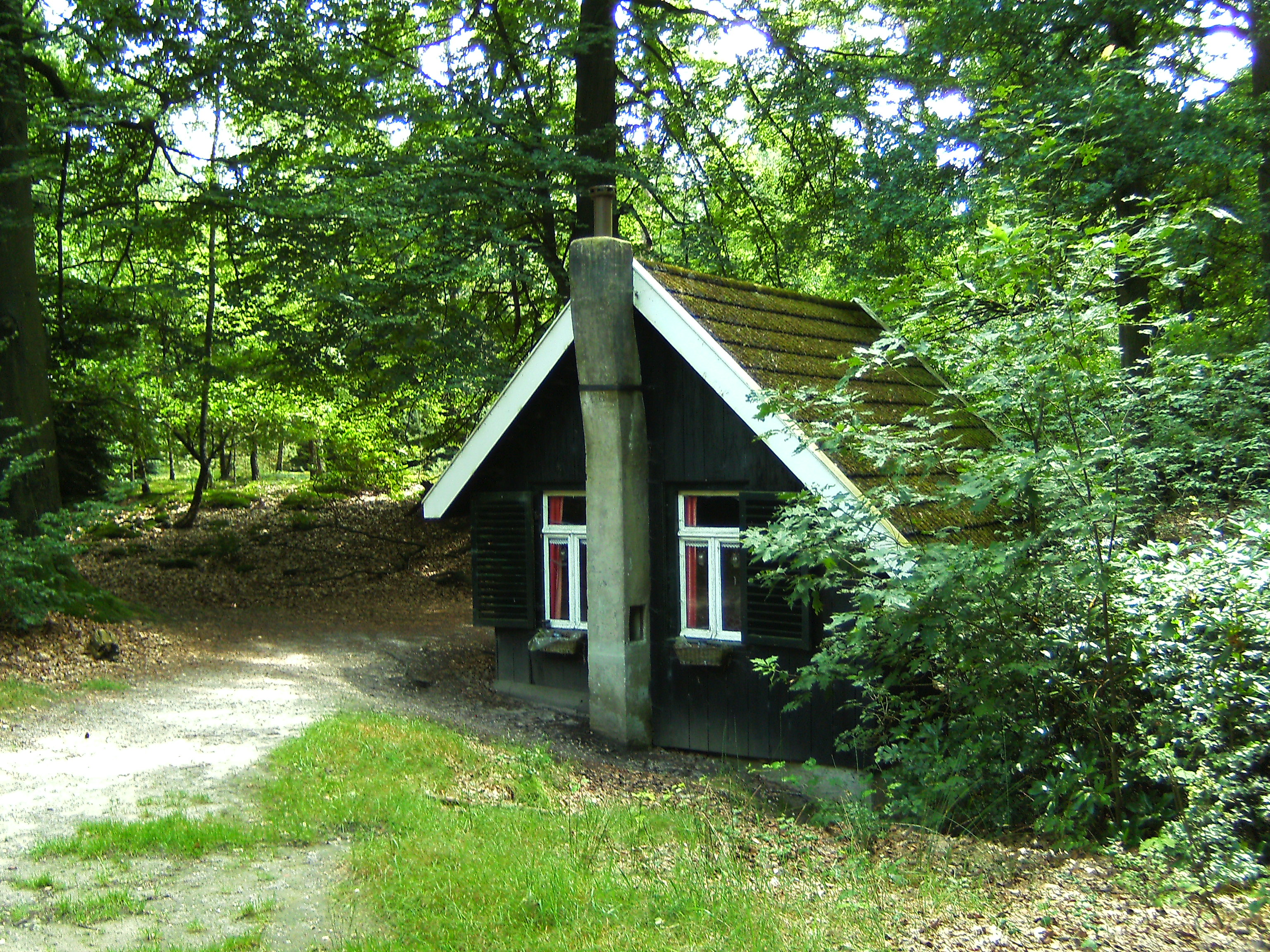
Badhuisje bij De Sprengenberg